# جوي ألين (موسيقي)
جوي ألين (بالإنجليزية: Joey Allen)‏ هو موسيقي وعازف قيثارة أمريكي، ولد في 23 يونيو 1964 في فورت واين في الولايات المتحدة.

## وصلات خارجية
- جوي ألين على موقع ميوزك برينز (الإنجليزية)
- جوي ألين على موقع قاعدة بيانات برودواي على الإنترنت (الإنجليزية)
- جوي ألين على موقع ديسكوغز (الإنجليزية)